# 갈릴레이 온도계

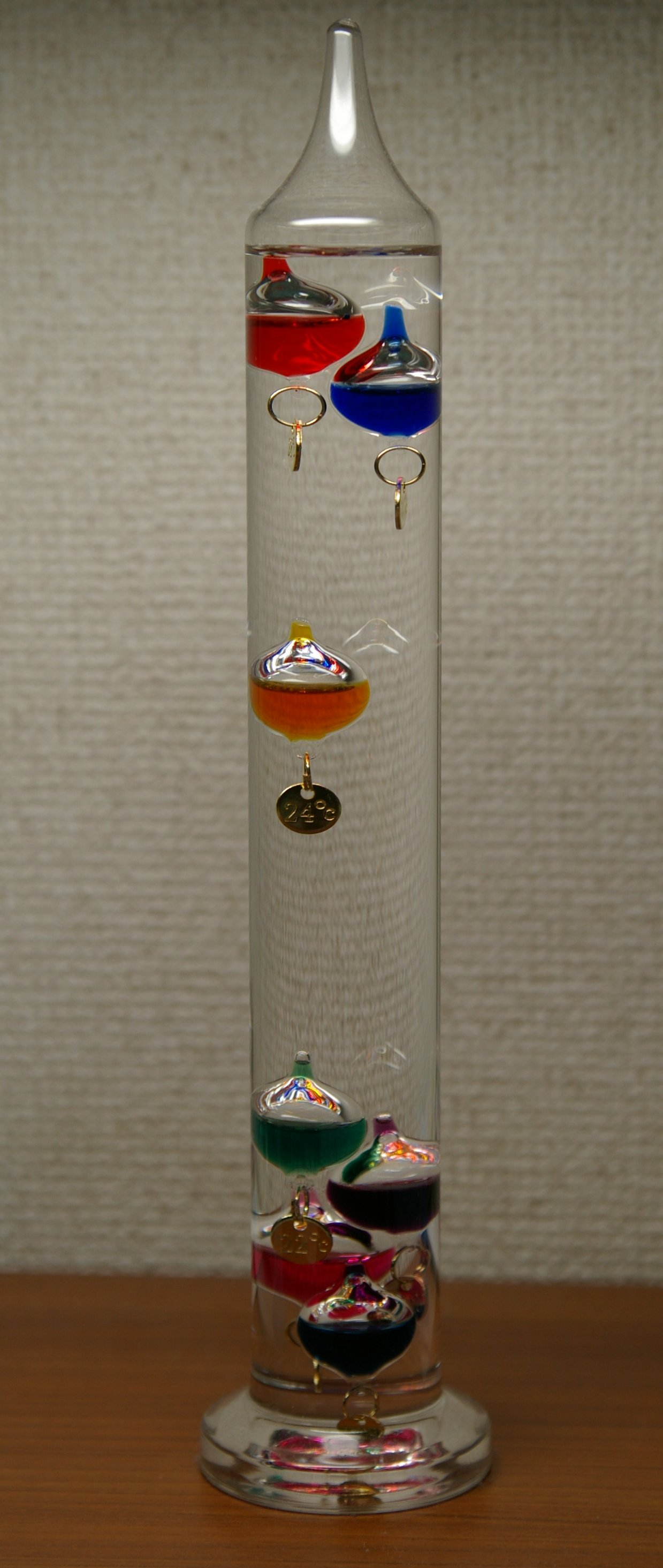
2도 단위로 표시되는 섭씨 갈릴레오 온도계. 솟아오른 주황색 구체는 24°C를 나타낸다.

갈릴레이 온도계(Galileo thermometer, 갈릴레오 온도계)는 이탈리아의 물리학자 갈릴레오 갈릴레이의 이름을 딴 온도계이다. 갈릴레이 온도계는 투명한 액체가 들어있는 유리관과 온도 변화를 측정할 수 있게 해주는 내부의 물체들로 구성되며, 내부의 물체들은 온도 변화에 의한 외부 액체와의 밀도 차이로 인해 뜨거나 가라앉는다. 이러한 물체의 이동을 통해 온도를 측정할 수 있다. 보통 이 물체로는 여러 색의 액체가 들어있는 유리구를 사용한다.

## 역사
이 온도계는 16~17세기 물리학자 갈릴레오 갈릴레이의 이름을 따서 명명되었지만 그가 발명한 것은 아니다(갈릴레오는 1603년 또는 그 이전에 갈릴레오 공기 온도계, 더 정확하게는 Thermoscope라고 불리는 온도 측정기를 발명했다.).
현재 갈릴레오 온도계로 알려진 기기는 갈릴레오의 제자 토리첼리와 토리첼리의 제자 비비아니를 포함한 피렌체의 아카데미아 델 시멘토라고 알려진 학자들과 기술자들에 의해 발명되었다. 온도계에 대한 자세한 내용은 아카데미의 주요 간행물인 《가장 고요한 토스카나의 레오폴도 왕자의 보호 아래 아카데미아 델 시멘토에서 행해지고 해당 아카데미의 비서가 기술한 자연 경험에 대한 에세이》(1666)에 게재되었다. 이 작품의 영어 번역(1684)에서는 장치(The Fifth Thermometer)를 '느리고 게으른(slow and lazy)' 것으로 설명하고 있으며, 이는 발명품에 대한 대체 이탈리아어 이름인 termometro lento(느린 온도계)에 반영되어 있다. 외부 용기는 '주정 증류주'(물에 에탄올을 농축한 용액)로 채워져 있었고, 밀봉된 끝 부분에 소량의 유리를 분쇄하여 유리 기포의 무게를 조정했으며, 주 용기의 상단에는 '주정의 희박화(즉, 팽창)할 수 있도록 작은 공기 공간을 남겼다.
현재 갈릴레오 온도계라고 불리는 이 장치는 1990년대에 버전을 판매하기 시작한 런던 자연사 박물관에 의해 현대 시대에 부활했다.

## 일반적인 형태
갈릴레이 온도계에서 유리관 내부의 투명한 액체에는 여러 질량을 가진 물체들이 들어있다. 일반적으로 이 물체들로는 쉽게 알아 볼 수 있는 형형색색의 액체가 들어있는 유리구를 이용한다. 온도가 변화하면 유리관 내에 있는 액체의 밀도 역시 온도에 따라 변하게 되며, 유리구들은 외부 액체의 밀도와 유리구의 밀도 차이에 의하여 자유롭게 떠오르거나 가라앉을 수 있다. 갈릴레이 온도계에는 밀도가 서로 차이나는 여러 개의 유리구가 있고, 밀도가 가장 작은 유리구가 가장 위에, 밀도가 가장 높은 유리구는 밑바닥에 존재함으로써 여러 온도를 잴 수 있는 온도계의 형태를 띠게 된다.
갈릴레이 온도계에서는 온도를 알아내기 위해 각 유리구에 금속판(금속 꼬리표)을 매달아두게 된다. 각각의 유리구에 매달려있는 금속판에는 서로 다른 온도가 적혀있으며, 온도를 잴 때는 이 금속판에 새겨진 온도를 읽게 된다. 다른 유리구들과 위 아래로 어느 정도 간격을 유지한 채 떠있는 유리구가 현재의 온도가 되며, 이러한 유리구가 없이 완전히 뜨거나 가라앉아있을 때는 떠있는 유리구와 가라앉은 유리구 사이의 간격이 온도의 범위를 나타내게 된다.
갈릴레이 온도계로 충분히 정밀한 온도값을 측정하기 위해서는 온도를 측정하기 위한 각 유리구의 질량 간격은 1 밀리그램 이하가 되어야만 한다.

## 작동 원리

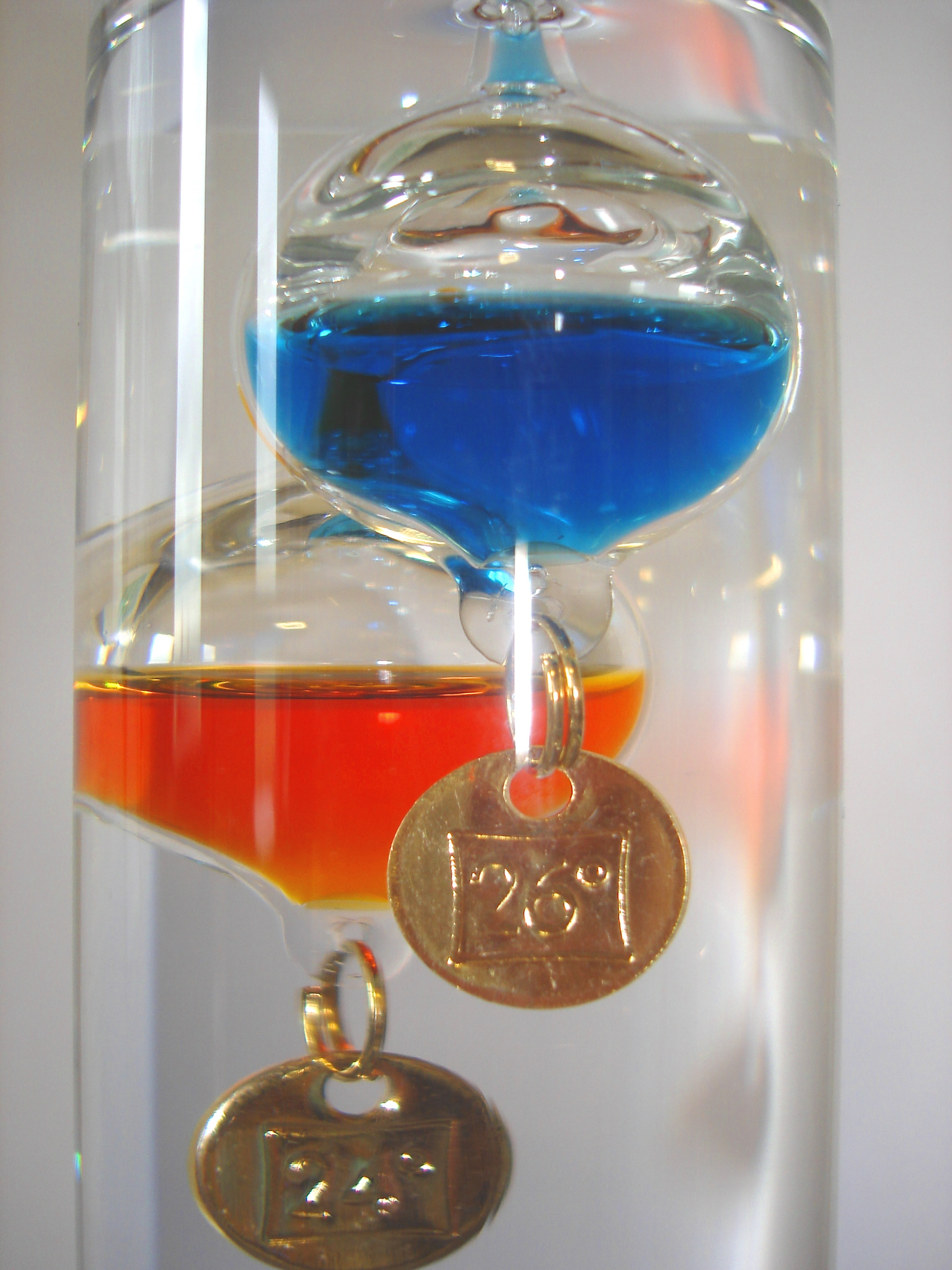
유리구를 확대한 모습

갈릴레이 온도계는 부력의 원리를 통하여 작동하게 된다. 온도계 내부의 유리구는 액체의 부력에 의하여 뜨거나 가라앉을 지 결정된다. 부력에 의하여 어떤 물체가 액체에 뜨고 가라앉을 지를 결정하는 요인은 밀도로, 특정한 액체의 밀도와 그 액체 안에 놓여있는 물체의 밀도에 따라서 물체가 그 액체에 가라앉거나 뜨게 된다. 좀 더 정확히 말하면 어떤 액체가 물체에 작용하는 부력은 {\displaystyle \ F=\rho Vg}로 계산된다. 즉, 부력은 물체에 의하여 밀려난 액체의 무게와 같다. 한편 물체에 작용하는 중력은 {\displaystyle \ F=mg}로 계산되며 이는 곧 물체의 무게이다. 물체가 어느 액체에 뜨는 경우는 부력과 중력이 평형을 이룰 때로, 두 힘이 평형을 이룰 때까지 물체는 액체를 밀어내며, 물체가 모두 액체에 잠겨도 두 힘이 평형을 이룰 수 없다면 그 물체는 액체에 가라앉고 만다. 결론적으로 그 물체의 질량이 그 물체에 의하여 최대로 밀려날 수 있는 액체의 질량보다 무겁다면, 즉 물체의 밀도가 액체의 밀도보다 더 크다면 그 물체는 가라앉게 될 것이고 물체의 질량이 밀려난 액체의 질량보다 작다면, 즉 물체의 밀도가 액체의 밀도보다 작다면 액체에 뜰 것이다.
예를 들자면 다음과 같다. 위 그림에서 각각 부피가 1 리터인 두 물체가 있다. 여기서 물체가 잠겨있는 액체의 밀도는 1 kg/L(g/cm2)이며, 이 물체에 의해 밀려나는 액체의 부피는 최대 1 L이므로 밀려나는 액체의 질량은 최대 1 킬로그램이 될 것이다. 왼쪽 그림에서 갈색 물체의 질량은 0.5 kg이므로 갈색 물체가 액체에 반쯤 잠겼을 때 질량과 부력이 평형을 이룰 것이다. 따라서 갈색 물체는 액체에 뜨게 된다. 그러나 오른쪽 그림에서 녹색 물체는 1 kg보다 큰 2 kg의 질량을 가지므로 녹색물체의 중력은 부력과 평형을 이룰 수 없다. 따라서 녹색 물체는 갈색물체와는 달리 액체에 가라앉게 된다. 이 경우에 우리는 1L의 부피를 가지는 어떤 물체가 1 kg/L의 밀도를 가지는 액체에 뜨기 위해서는 적어도 질량이 1 kg보다 작아야 함을 알 수 있다.
그러나 밀도가 2 kg/L인 녹색 물체와 같은 물질로 만든 물체라도 반드시 위와 같은 밀도의 액체에 가라앉는 것은 아니다. 위 그림과 같이 속이 비어있도록 제작된 물체가 최대로 밀어내는 액체의 부피는 마찬가지로 1L이지만, 전체 질량은 0.5 kg이므로 갈색 물체처럼 액체에 뜰 수 있다.
한편 갈릴레오 갈릴레이는 물을 비롯한 액체가 온도에 따라 부피가 달라지며, 그로 인하여 밀도가 변한다는 것을 발견하였고 이는 갈릴레이 온도계를 비롯한 여러 온도계의 기본적인 원리이기도 하다. 온도에 의한 액체의 부피변화는 갈릴레이 온도계 작동에 있어서 핵심적인 원리가 되는데 보통 물의 밀도는 섭씨 4도 이상일 경우에는 온도가 증가할수록 감소하게 되고, 일반적인 다른 액체 역시 온도가 증가할 때 밀도가 감소하므로 이러한 밀도 변화에 의한 유리구의 뜨고 가라앉음이 갈릴레이 온도계를 이해하는데 핵심적인 열쇠가 된다.
위 그림에서도 속이 빈 물체가 있으며, 이 물체의 질량은  1 kg이다. 왼쪽에서 액체의 밀도는 1.001 kg/L이므로 물체가 최대로 밀어낼 수 있는 액체의 질량은 물체의 질량인 1 kg 보다 큰 1.001 kg이다. 따라서 이 때 녹색 물체는 액체에 뜰 것이다. 반면에 오른쪽에서의 액체의 밀도는 물체의 밀도보다 작은 0.999 kg/L이다. 앞의 경우와는 반대로 녹색 물체의 밀도가 액체의 밀도보다 크므로 녹색 물체는 액체에 가라앉게 될 것이다. 위의 상황에서 밀도가 고작 0.002 kg/L 변화했음에도 불구하고 물체의 이동은 큰 차이를 보인다. 따라서 이는 같은 물체가 액체의 작은 밀도 변화에 따라 쉽게 뜨거나 가라앉을 수 있음을 보여준다. 즉, 갈릴레이 온도계에서 온도 변화로 인한 미세한 밀도 변화가 유리구를 뜨고 가라앉게 할 수 있다는 것이다.
갈릴레이 온도계에서 유리구에는 서로 다른 색깔과 종류의 액체들이 채워지며, 유리구 전체의 밀도는 유리구 아래 걸려있는 금속 꼬리표에 의하여 조절된 것이다. 온도가 변할 경우에 유리구 내부의 액체와 공기가 팽창 또는 수축하므로 액체의 밀도는 변할 수 있지만 유리구 자체의 부피는 일정하므로 유리구의 밀도는 변하지 않는다. 유리구가 잠겨있는 투명한 액체는 원래 물을 사용했지만 현재는 주로 비활성 탄화수소를 사용하는데, 탄화수소를 사용하는 이유는 온도에 따른 탄화수소의 밀도 변화가 물보다 더 크기 때문에 더 정밀한 측정결과를 얻을 수 있기 때문이다. 온도가 변하면 탄화수소의 밀도는 미세하게나마 변하고, 이 작은 밀도 변화는 두 번째 그림과 같이 해당 온도를 가리키는 유리구를 뜨거나 가라앉게 한다.
위 그림은 서로 다른 두 온도에서의 개략적인 갈릴레이 온도계를 나타낸 것이다. (단, 유리구슬 아래 표시된 온도는 섭씨가 아닌 화씨온도임에 유의하여야 한다.)
왼쪽에서 다른 유리구들과 어느 정도 간격을 유지하며 어중간하게 떠있는 유리구(그림에서는 녹색의 화씨 76도)는 현재의 온도인 화씨 76도를 나타내고 있다. 이와 같이 다른 유리구와 간격을 유지하며 어중간하게 떠있는 유리구는 그 온도에서 부력과 질량이 평형을 이루는 것이므로 그 유리구의 금속 꼬리표에 적혀진 온도는 딱 그 때의 온도를 나타낸다. 하지만 오른쪽처럼 모든 유리구가 완전히 떠있거나 완전히 가라앉아있는 경우도 있다. 이 때는 떠있는 유리구가 나타내는 온도에 비하면 액체의 밀도가 높은 것이므로 그보다 낮은 온도를 나타내며, 가라앉아있는 유리구가 나타내는 온도에 비하면 액체의 밀도는 작으므로 그보다 높은 온도를 나타낸다. 즉 그림에서의 온도는 화씨 72도와 화씨 68도의 온도 사이에 있으며, 그 평균값인 화씨 70도는 그 때의 온도의 근사치이다.
각 유리구의 순서가 뒤바뀐다면 적당한 온도의 범위를 잡기 어려워 지므로 갈릴레이 온도계에서의 유리구슬은 다른 질량을 가진 유리구에 걸려서 위 아래의 두 유리구 사이에서만 움직일 정도로 만든다. 이 경우에 유리구의 직경은 적어도 유리관 직경의 절반은 넘게 만들어야 한다. 그러나 유리구의 크기가 너무 크다면 유리관 자체에 걸려서 이동에 제한이 생기므로 유리구의 크기는 너무 커서도 안 된다.

## 한국에서의 판매
갈릴레이 온도계 내부에는 물대신 탄화수소가 사용되는데, 한국에서 판매된 일부 갈릴레이 온도계에 나프타가 쓰임에 따라 지식경제부 기술표준원에 의하여 나프타가 사용된 갈릴레이 온도계의 판매가 금지되었다.

## 같이 보기
- 온도계
- 데카르트 잠수부